# Светско првенство у атлетици у дворани 2006 — 800 метара за мушкарце
Трка на 800 метара у мушкој конкуренцији на 11. Светском првенству у атлетици 2006. у Москви одржано је 10., 11. и 12. марта у Спортском центру „Олимпијски“.
Титулу освојену у Будимпешти 2004. бранио је Мбулаени Мулаудзи из Јужноафричке Републике.

## Земље учеснице
Учествовала су 25 такмичара из 19 земаља.
1. Бахреин (1)
2. Боливија (1)
3. Бразил (1)
4. Етиопија (1)
5. Иран (1)
6. Јужноафричка Република (1)
7. Катар (2)
8. Кенија (2)
9. Летонија (1)
10. Мађарска (1)
11. Мароко (2)
12. Русија (2)
13. Сан Марино (1)
14. САД (2)
15. Уједињено Краљевство (1)
16. Француска (1)
17. Хаити (1)
18. Холандија (1)
19. Шпанија (2)

## Освајачи медаља
| Освајачи медаља |                   |                   |  |  |  |  |
|                 |                   |                   |  |  |  |  |
|                 |                   |                   |  |  |  |  |
|                 |                   |                   |  |  |  |  |
| Вилфред Бунгеји | Мбулаени Мулаудзи | Јуриј Борзаковски |  |  |  |  |
| Кенија          | Јужна Африка      | Русија            |  |  |  |  |

## Рекорди пре почетка Светског првенства 2006.
Стање 11. март 2006. 
| Рекорди пре почетка Светског првенства у дворани 2006. | Рекорди пре почетка Светског првенства у дворани 2006. | Рекорди пре почетка Светског првенства у дворани 2006. | Рекорди пре почетка Светског првенства у дворани 2006. | Рекорди пре почетка Светског првенства у дворани 2006. | Рекорди пре почетка Светског првенства у дворани 2006. |
| ------------------------------------------------------ | ------------------------------------------------------ | ------------------------------------------------------ | ------------------------------------------------------ | ------------------------------------------------------ | ------------------------------------------------------ |
| Светски рекорд                                         | 1:42,67                                                | Вилсон Кипкетер                                        | Данска                                                 | Париз, Француска                                       | 09. март 1997.                                         |
| Рекорд светских првенстава                             | 1:42,67                                                | Вилсон Кипкетер                                        | Данска                                                 | Париз, Француска                                       | 09. март 1997.                                         |
| Најбољи резултат сезоне                                | 1:45,60                                                | Вилфред Бунгеји                                        | Кенија                                                 | Штутгарт, Немачка                                      | 4. фебруар 2006.                                       |
| Афрички рекорд                                         | 1:44,71                                                | Џозеф Митуа                                            | Кенија                                                 | Штутгарт, Немачка                                      | 31. јануар 2004.                                       |
| Азијски рекорд                                         | 1:46,15                                                | Рашид Рамзи                                            | Бахреин                                                | Будимпешта, Мађарска                                   | 07. март 2004.                                         |
| Северноамерички рекорд                                 | 1:45,00                                                | Џони Греј                                              | Сједињене Државе                                       | Зинделфинген, Немачка                                  | 08. март 1992.                                         |
| Јужноамерички рекорд                                   | 1:45,43                                                | Жозе Луиз Барбоса                                      | Бразил                                                 | Пиреј, Грчка                                           | 08. март 1989.                                         |
| Европски рекорд                                        | 1:42,67                                                | Вилсон Кипкетер                                        | Данска                                                 | Париз, Француска                                       | 09. март 1997.                                         |
| Океанијски рекорд                                      |                                                        |                                                        |                                                        |                                                        |                                                        |

### Најбољи резултати у 2006. години
Десет најбољих атлетичара године на 800 метара у дворани пре првенства (10. марта 2006), имале су следећи пласман.
| 1.  | Вилфред Бунгеји   | Кенија           | 1:45,60 | 4. фебруар  |
| 2.  | Јуриј Борзаковски | Русија           | 1:45,82 | 29. јануар  |
| 3.  | Дмитриј Милкевич  | Летонија         | 1:46,46 | 25. фебруар |
| 4.  | Сем Берли         | Сједињене Државе | 1:46,63 | 11. фебруар |
| 5.  | Закари Главаш     | Сједињене Државе | 1:46,80 | 25. фебруар |
| 6.  | Дмитриј Богданов  | Русија           | 1:46,91 | 29. јануар  |
| 7.  | Кадевис Робинсон  | Сједињене Државе | 1:46,98 | 26. фебруар |
| 8.  | Флорент Лакас     | Француска        | 1:47,07 | 29. јануар  |
| 9.  | Рамил Ариткулов   | Русија           | 1:47,08 | 18. фебруар |
| 10. | Дејвид Круменакер | Сједињене Државе | 1:47,25 | 26. фебруар |

Такмичари чија су имена подебљана учествовали су на СП 2006.

## Сатница
| Датум    | Време | Ниво          |
| -------- | ----- | ------------- |
| 10. март | 17:25 | Квалификације |
| 11. март | 17:00 | Полуфинале    |
| 12. март | 18:35 | Финале        |

## Резултати

### Квалификације
Такмичење је одржано 10. марта 2006. године. У квалификацијама било је 5 група са укупно 25 такмичара. У полуфинале су се пласирала 2 првопласирана из сваке групе (КВ) и 2 према постигнутом резултату (кв).,,.
Почетак такмичења: група 1 у 17:25, група 2 у 17:31, група 3 у 17:37, група 4 у 17:43, група 5 у 17:49.
| Пласман | Група | Атлетичар            | Земља                  | ЛР       | ЛРС      | Резултат | Белешка    |
| ------- | ----- | -------------------- | ---------------------- | -------- | -------- | -------- | ---------- |
| 1.      | 2     | Дмитриј Милкевич     | Летонија               | 1:44,74о | 1:46,46  | 1:47,19  | КВ         |
| 2.      | 2     | Амине Лалоу          | Мароко                 | 1:43,68о | 1:47,46  | 1:47,36  | КВ, ЛРС    |
| 3.      | 2     | Арноуд Окен          | Холандија              | 1:45,64о | 1:48,30  | 1:47,58  | кв, ЛРС    |
| 4.      | 2     | Абдулрахман Сулејман | Катар                  | 1:44,73о | 1:48,05  | 1:47,74  | кв, НР, ЛР |
| 5.      | 4     | Хуан де Диос Хурадо  | Шпанија                | 1:46,39о | 1:48,45  | 1:47,88  | КВ, ЛРС    |
| 6.      | 4     | Вилфред Бунгеји      | Кенија                 | 1:42,34о | 1:45,60  | 1:47,95  | КВ         |
| 7.      | 1     | Јуриј Борзаковски    | Русија                 | 1:42,47о | 1:45,4   | 1:48,08  | КВ         |
| 8.      | 1     | Џејмс Воткинс        | Уједињено Краљевство   | 1:48,07о | 1:48,81  | 1:48,20  | КВ, ЛР     |
| 9.      | 4     | Осмар дос Сантос     | Бразил                 | 1:44,87о | 1:47,97  | 1:48,30  |            |
| 10.     | 4     | Моиз Џосеф           | Хаити                  | 1:48,07о | 1:47,56  | 1:48,33  |            |
| 11.     | 5     | Кадевис Робинсон     | САД                    | 1:44,41о | 1:46,98  | 1:48,73  | КВ         |
| 12.     | 5     | Еухенио Бариос       | Шпанија                | 1:45,19о | 1:48,29  | 1:48,79  | КВ         |
| 13.     | 5     | Белал Мансур Али     | Бахреин                | 1:44,34о | 1:48,06  | 1:48,84  |            |
| 14.     | 5     | Антоан Мартијак      | Француска              | 1:45,67о | 1:47,34  | 1:48,97  |            |
| 15.     | 3     | Мбулаени Мулаудзи    | Јужноафричка Република | 1:42,89о | 1:46,77о | 1:49,03  | КВ, ЛРС    |
| 16.     | 3     | Рамил Ариткулов      | Русија                 | 1:45,28о | 1:47,08  | 1:49,09  | КВ         |
| 17.     | 3     | Дејвид Круменакер    | САД                    | 1:43,92о | 1:47,25  | 1:49,15  |            |
| 18.     | 1     | Мајед Саид Султан    | Катар                  | 1:44,27о | 1:47,95  | 1:49,21  |            |
| 19.     | 1     | Џозеф Мвенги Мутуа   | Кенија                 | 1:43,33о | 1:47,50  | 1:49,49  |            |
| 20.     | 3     | Дејвид Такач         | Мађарска               | 1:48,12  | 1:48,12  | 1:49,61  |            |
| 21.     | 1     | Mouhssin Chehibi     | Мароко                 | 1:44,46о | 1:48,72  | 1:49,84  |            |
| 22.     | 2     | Фадрике Иглесиас     | Боливија               | 1:48,76о |          | 1:50,65  | НР, ЛР     |
| 23.     | 3     | Берхану Алему        | Етиопија               | 1:45,28о | 1:48,19  | 1:51,07  |            |
| 24.     | 5     | Саџад Моради         | Иран                   | 1:44,74о |          | 1:51,67  | ЛРС        |
| 25.     | 4     | Глауко Мартини       | Сан Марино             | 1:54,90о | 1:56,83  | 1:59,25  |            |

### Полуфинале
Такмичење је одржано 11. марта 2006. године. Такмичари су били подељени у 2 групе са по шест такмичара. У финале су се пласирала по 3 првопласираних из сваке групе (КВ).,,.
Почетак такмичења: група 1 у 17:00, група 2 у 17:10.
| Пласман | Група | Атлетичар            | Земља                  | Резултат | Белешка |
| ------- | ----- | -------------------- | ---------------------- | -------- | ------- |
| 1.      | 1     | Мбулаени Мулаудзи    | Јужноафричка Република | 1:46,82  | КВ, ЛРС |
| 2.      | 2     | Вилфред Бунгеји      | Кенија                 | 1:46,90  | КВ      |
| 3.      | 1     | Јуриј Борзаковски    | Русија                 | 1:47,09  | КВ      |
| 4.      | 2     | Дмитриј Милкевич     | Летонија               | 1:47,23  | КВ      |
| 5.      | 2     | Џејмс Воткинс        | Уједињено Краљевство   | 1:47,23  | КВ, ЛР  |
| 6.      | 1     | Хуан де Диос Хурадо  | Шпанија                | 1:47,38  | КВ, ЛР  |
| 7.      | 2     | Рамил Ариткулов      | Русија                 | 1:47,50  |         |
| 8.      | 1     | Амине Лалоу          | Мароко                 | 1:47,55  |         |
| 9.      | 2     | Арноуд Окен          | Холандија              | 1:47,68  |         |
| 10.     | 1     | Абдулрахман Сулејман | Катар                  | 1:47,87  |         |
| 11.     | 1     | Кадевис Робинсон     | САД                    | 1:48,30  |         |
| 12.     | 2     | Еухенио Бариос       | Шпанија                | 1:52,75  |         |

### Финале
Такмичење је одржано 12. марта 2006. у 18:35.,
| Пласман | Атлетичар           | Земља                  | Резултат | Белешка |
| ------- | ------------------- | ---------------------- | -------- | ------- |
|         | Вилфред Бунгеји     | Кенија                 | 1:47,15  |         |
|         | Мбулаени Мулаудзи   | Јужноафричка Република | 1:47,16  |         |
|         | Јуриј Борзаковски   | Русија                 | 1:47,38  |         |
| 4.      | Дмитриј Милкевич    | Летонија               | 1:48,01  |         |
| 5.      | Хуан де Диос Хурадо | Шпанија                | 1:48,44  |         |
| 6.      | Џејмс Воткинс       | САД                    | 1:48,56  |         |